# 卜案
《卜案》（英語：Intelligent Detective ） 是海润影视制作的一部古装探案电视连续剧，改编自2008年在网路上连载的小说《卜案：大唐李淳风传奇》。讲述了唐朝贞观初年，才子李淳风利用中国古典医学、术数学、方技侦破神秘案件的传奇故事。2011年2月17日在东平水浒影视城开机，2011年4月杀青。2012年起在中国大陆各电视台地面频道播出。

## 播出
| 地面频道             | 所在地 | 播放日期及时间            |
| -------------------- | ------ | ------------------------- |
| 上海电视台电视剧频道 | 中国   | 2012年1月2日              |
| 湖北电视台综合频道   | 中国   | 2012年1月6日              |
| 陕西电视台二套       | 中国   | 2012年1月11日             |
| 四川电视台公共频道   | 中国   | 2012年1月30日             |
| 南方电视台影视频道   | 中国   | 2012年3月12日             |
| 福建电视台综合频道   | 中国   | 2012年3月18日             |
| CHING                |        | 2012年9月26日 21:20-22:15 |

## 简介
剧集由六个单元组成，每个单元一个案件：《傀儡术》、《游侠令》、《铜钱记》、《阳关谱》、《山鬼降》、《天雷动》。

## 演员
| 演员   | 角色     | 简介 |
| 陈浩民 | 李淳风   |      |
| 任天野 | 尉迟方   |      |
| 赵 柯  | 拂云郡主 |      |
| 康福震 | 摇 光    |      |
| 韩 烨  | 李 衡    |      |
| 张 世  | 易秋楼   |      |
| 连奕名 | 公孙敕   |      |
| 康 凯  | 钟 馗    |      |
| 张亚坤 | 荆 烈    |      |